# Ахмед Тамім
Ахмед Тамім (араб. أحمد تميم, Aḥmad Tamīm; 1956) — український релігійний діяч ліванського походження. Верховний муфтій України. З ініціативи мусульман Києва шейх Ахмед Тамім був обраний імамом Київської мусульманської релігійної громади. Незабаром громади різних міст України об'єдналися в Духовне управління мусульман України (ДУМУ). Один із організаторів ДУМУ (1992). Духовне управління мусульман України (ДУМУ), зареєстроване 9 вересня 1992 р. Народився у Лівані. До України  Ахмед Тамім приїхав у 1976 році. Навчався у Київському політехнічному інституті, факультеті обчислювальної техніки (1976—1982). Працював у іноземних фірмах. Ісламську теологічну освіту отримав на теологічному факультеті Арабського університету Бейрута. Доктор ісламського богослов'я. Ахмед Тамім — громадянин України, одружений, має 5 дітей.

## Релігійна діяльність
Ахмед Тамім є автором низки книг з різних  наук. Знання з теології ісламу Ахмед Тамім одержав від свого вчителя і духовного наставника, шейха Абдуллага Аль-Гарарій, який дав йому іджаза (дозвіл) на викладання ісламських наук за всіма своїми книгами та на передачу Тарикатів «Рифа‘ійя» та «Кадирійя». Шейх Ахмед Тамім також має іджаза на передачу Тариката Накшабандійя від глави імамів-хатибів емірату Дубаї (ОАЕ) шейха Мухаммада ‘Аділя ‘Азізата Аль-Каялій Аль-Хасаній. Шейх Ахмед Тамім є Президентом Ісламського університету, заснованого при ДУМУ у 1993 р. На Першому з'їзді мусульман України обраний муфтієм України (1994) та займає цю посаду по сьогоднішній день. Один із підписантів Амманської декларації. Наголошує на аполітичності ісламу в Україні.. В 1994 році з ініціативи Муфтія почався випуск офіційного видання ДУМУ — духовно-просвітницької газети «Мінарет», а потім — дитячого релігійного журналу «Веселий світлячок». Шейх Ахмед Тамім веде релігійну телепрограму «Мінарет», яка щотижня виходить на сайті ДУМУ. 

## Міжрелігійна та міжконфесійна діяльність
Ахмед Тамім представляє мусульман у Всеукраїнській раді церков і релігійних організацій (ВРЦіРО), утвореній у 1996 р. як консультативний орган при Президенті України. Є одним із її співзасновників. ВРЦіРО на сьогоднішній день є одним з основних механізмів реалізації державно-конфесійних відносин. У другій половині 2017 р.  Ахмед Тамім очолював ВРЦіРО. За його головування організації вдалося добитися звільнення більш, ніж 70 українських полонених в зоні АТО.

## Міжнародна діяльність
Ахмед Тамім відомий не лише в Україні, але й за кордоном як експерт з екстремістських течій, які виступають під гаслами Ісламу. Муфтій ДУМ України бере участь у міжнародних та регіональних конференціях, що проходять в Україні, Азербайджані, Казахстані, Узбекистані, Таджикистані, Киргизстані, Македонії, Косово, Албанії, Бельгії, Єгипті, Катарі, Індії, Малайзії та інших країнах.  Ахмед Тамім бере участь в міжнародному Ісламському форумі «Хасанійські читання», які проводяться під патронатом Короля Марокко, є дійсним членом Комісії учасників дебатів з доповідей, що звучать на форумі.